# Shujālpur
Shujālpur är en ort i Indien.   Den ligger i distriktet Shajapur och delstaten Madhya Pradesh, i den centrala delen av landet, 600 km söder om huvudstaden New Delhi. Shujālpur ligger 452 meter över havet och antalet invånare är 47 058.
Terrängen runt Shujālpur är mycket platt. Runt Shujālpur är det ganska tätbefolkat, med 214 invånare per kvadratkilometer. Shujālpur är det största samhället i trakten. Trakten runt Shujālpur består till största delen av jordbruksmark.